# Fauske kommun
Fauske (fil) kommun (norska: Fauske kommune, lulesamiska: Fuosko suohkan) är en kommun i regionen och landskapet Salten i Nordland fylke i norra Norge. Centralort är staden Fauske. Kommunen gränsar till Saltdals kommun och Skjerstadfjorden i söder, Bodø kommun i väster, Sørfolds kommun i norr samt Jokkmokks och Arjeplogs kommuner i Norrbottens län i Sverige i öster.
Sångerskan Christel Alsos kommer från Fauske.

## Administrativ historik
Fauske kommun bildades 1905 genom en utbrytning ur dåvarande Skjerstads kommun (vilken gick upp i Bodø kommun 2005).

## Tätorter
I Fauske kommun finns tre tätorter:
- Fauske (centralort)
- Strømsnes
- Sulitjelma

## Socknar
Inom Norska kyrkan är Fauske kommun indelad i tre socknar:
- Fauske socken
- Sulitjelma socken
- Valnesfjords socken

Socknarna ingår i Saltens prosteri i Sør-Hålogalands stift.

## Bilder

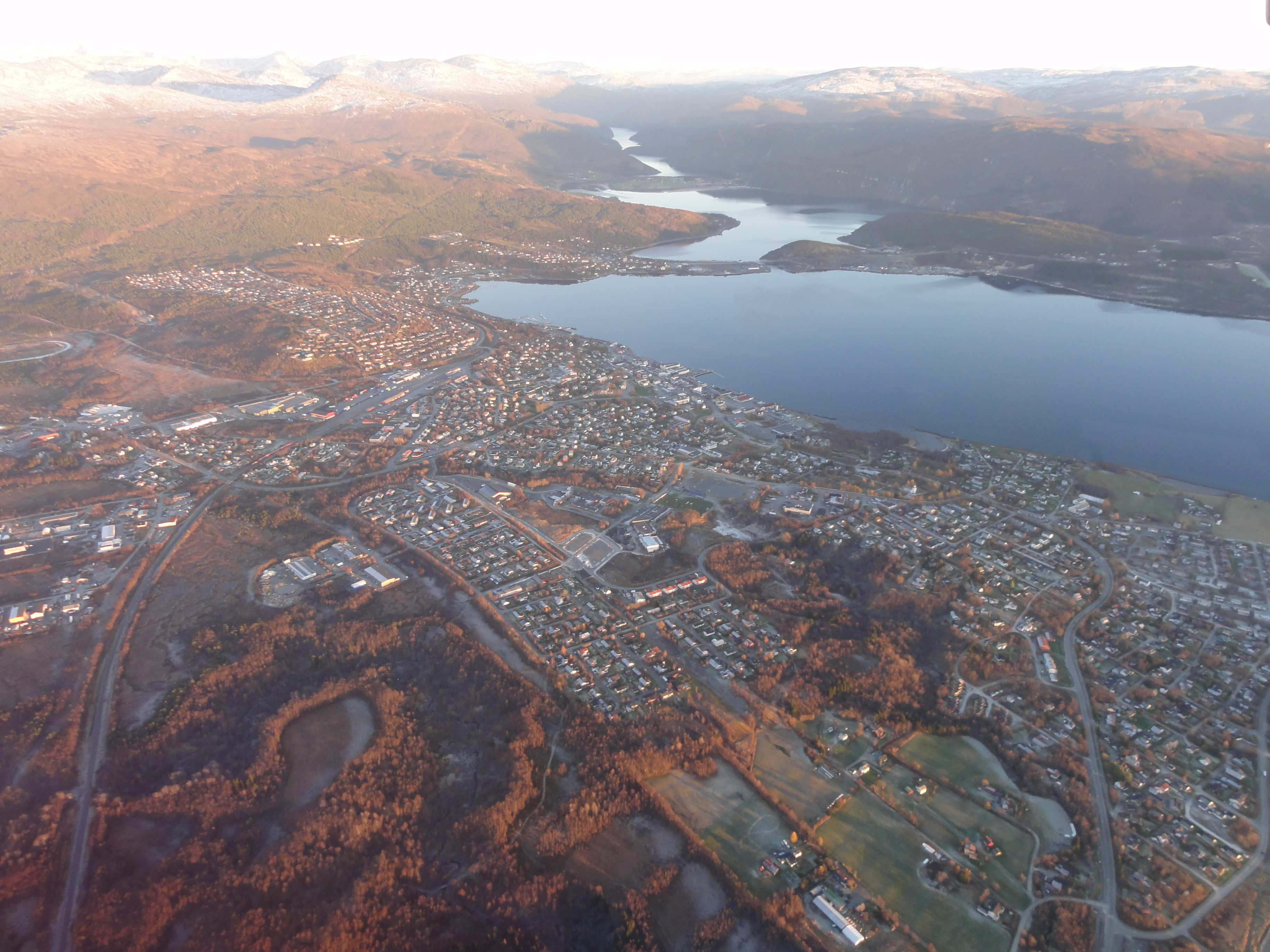
Fauske och Finneid sedda från luften.
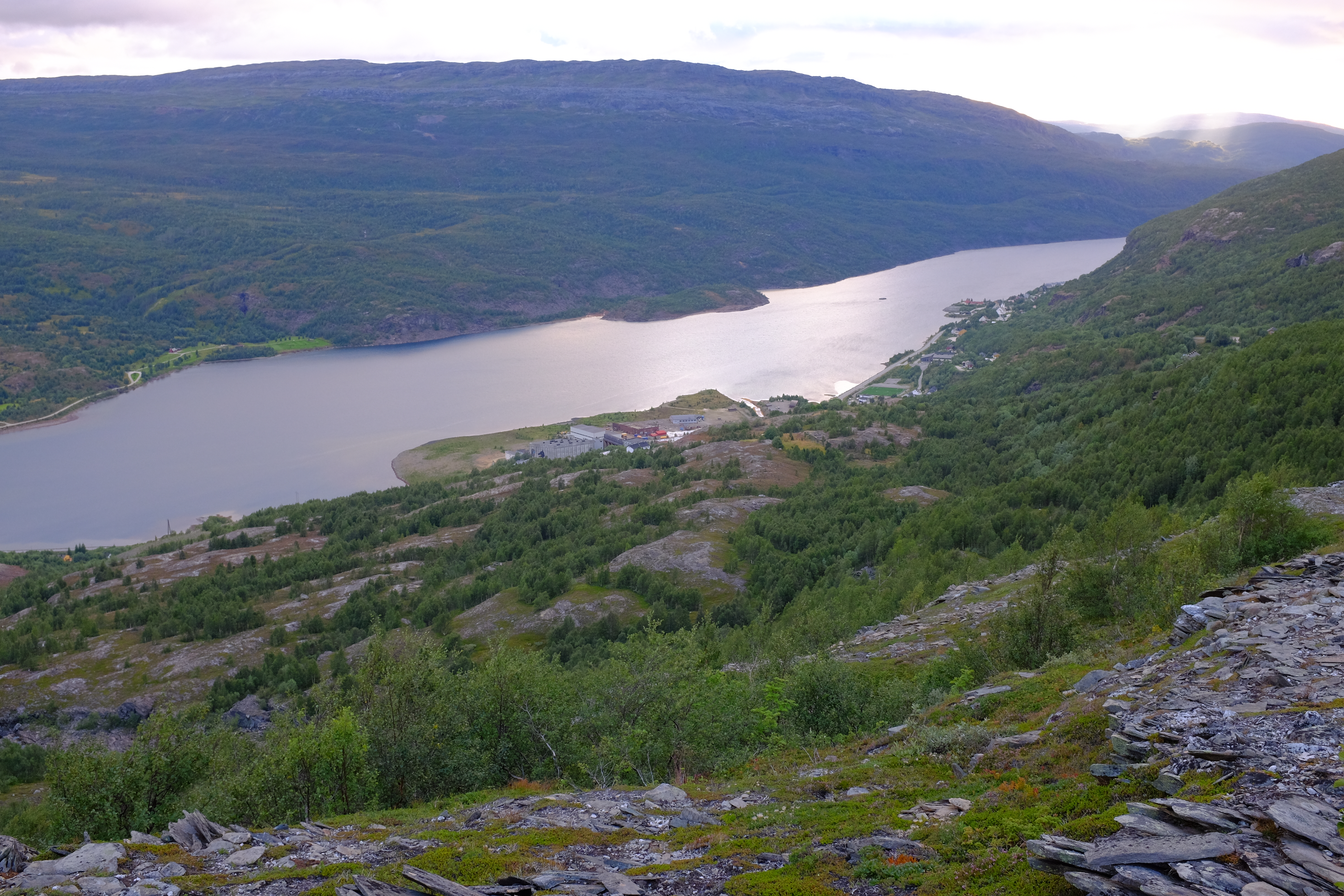
Sulitjelma och Langvatnet sedda från Hankenlia.
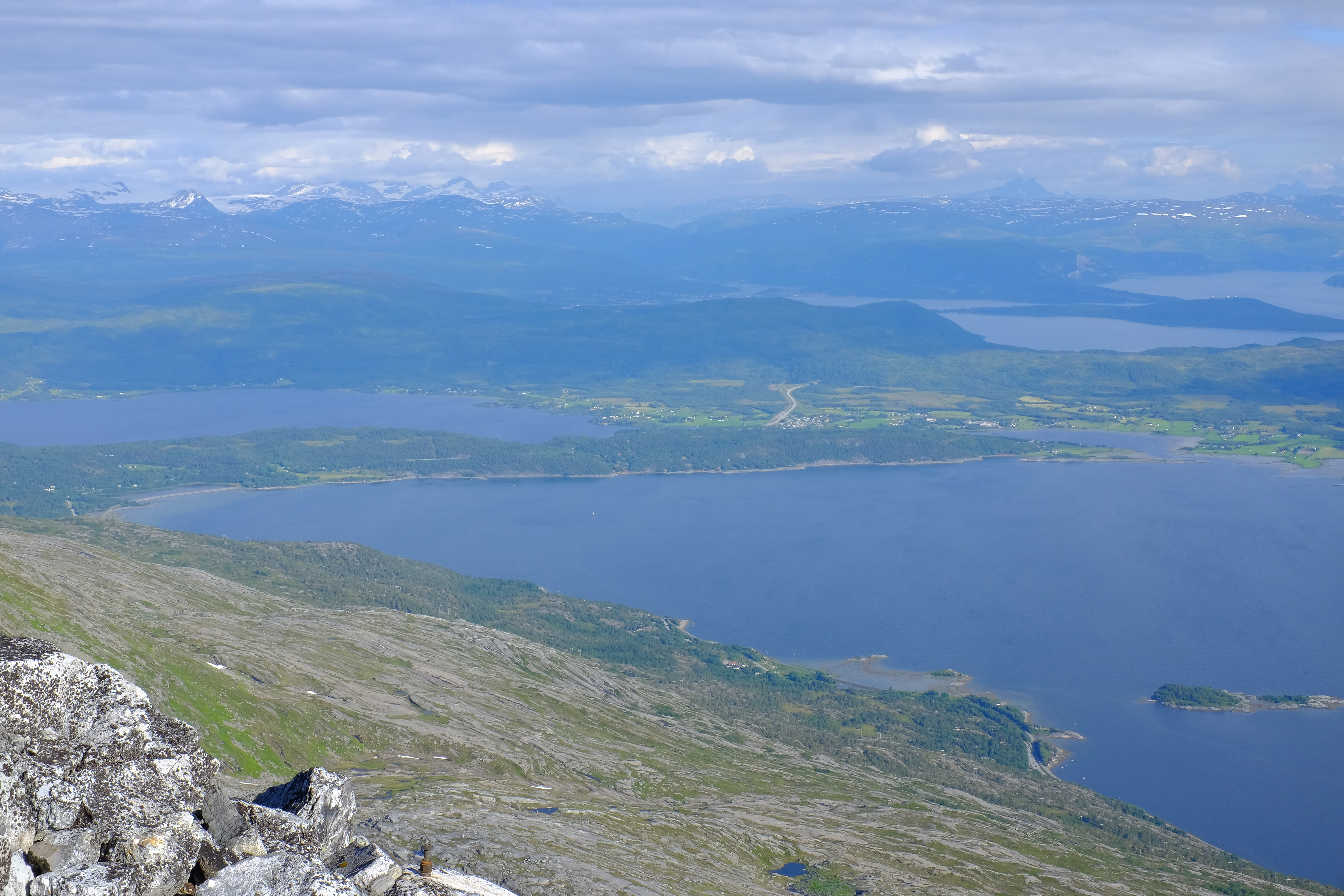
Valnesfjorden och Strømsnes sedda från Mjønestindan.